# Radice (botanica)

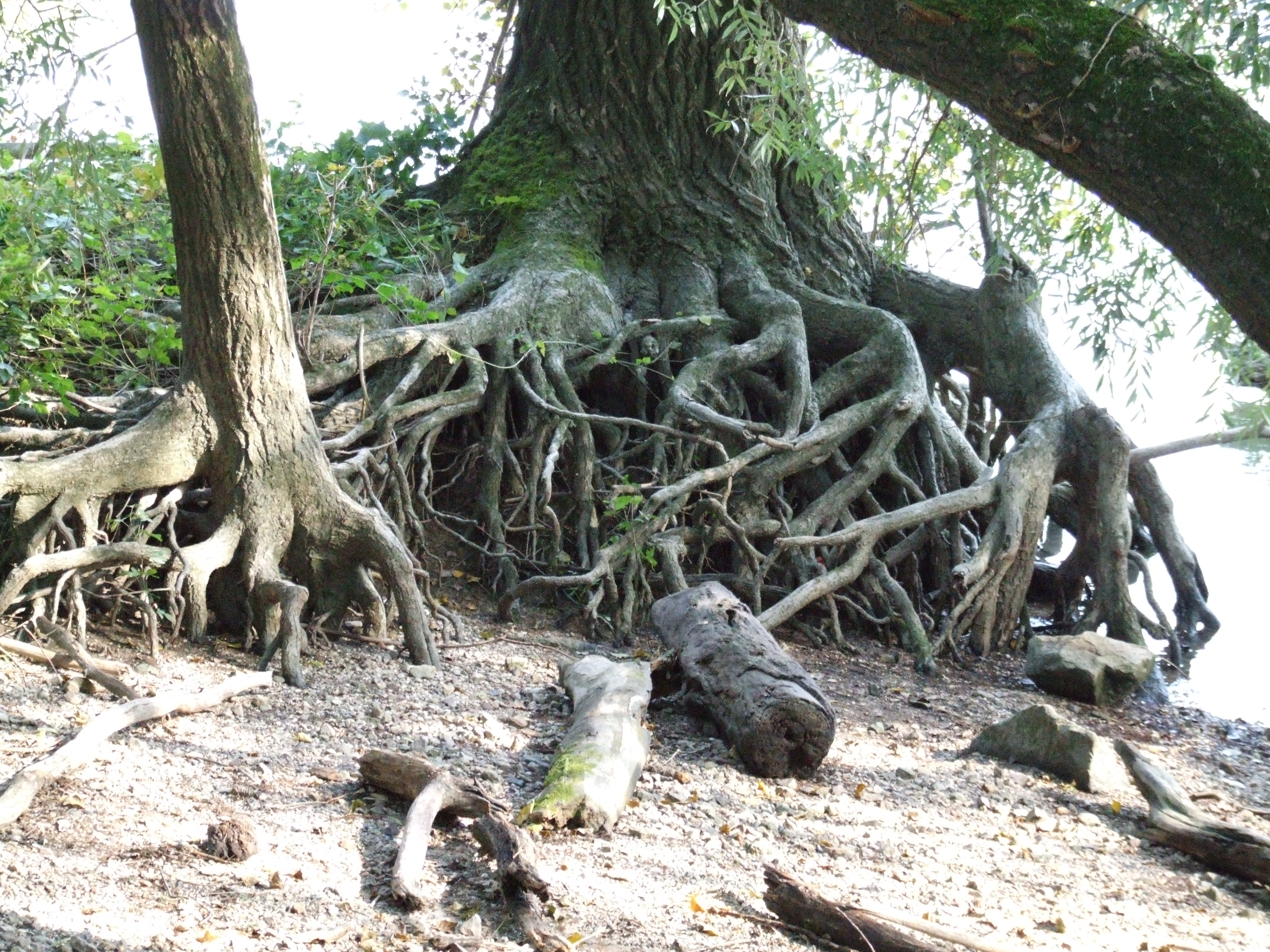
Radici esposte.

La radice è l'organo della pianta specializzato nell'assorbimento di acqua e sali minerali dal terreno, fondamentali per la vita delle piante. Ha anche funzioni principali di ancoraggio e di produzione di ormoni (citochinine e gibberelline) che segnano il forte legame tra lo sviluppo della radice e lo sviluppo del germoglio.

## Formazione
In tutte le cormofite, lo sviluppo dei tre organi del cormo inizia allo stadio embrionale quando, a un certo punto, si notano due poli opposti: il polo caulinare (che originerà il caule) e il polo radicale. Essi sono costituiti da cellule meristematiche che daranno origine rispettivamente al fusto e alla radice. Nel fusto si ha andamento geotropico negativo, nella radice positivo. Dall'attività dell'apice radicale si formerà la radice principale.
Si definiscono radici avventizie quelle radici che non si formano in strutture della radice primaria (es. fusto, foglie), ma da meristemi secondari. Formano il sistema radicale di molte Graminaceae e spesso servono come ancoraggio a substrati anche verticali (es. Edera, Ficus). Esse sono degli organi definiti eterotopici poiché si originano da luoghi diversi da quelli che gli sono propri.

## Funzioni
La radice ha molte funzioni. È soprattutto un organo per l'assorbimento di acqua e sali minerali dal terreno, ma anche di conduzione, riserva, ancoraggio al terreno. Interviene nella sintesi di ormoni vegetali ed è implicata in vari processi di simbiosi (es. noduli radicali, micorrize).

## Radici specializzate
Possono esistere radici specializzate, generalmente legate a particolari ambienti: l'organizzazione interna di tali radici rimane costante dal punto di vista anatomico, ma le funzioni sono molto diversificate. Alcuni esempi sono:
Radici tuberizzate - il parenchima corticale si specializza come tessuto di riserva. Ad esempio: Ipomea batata (ingrossamento radice secondaria), rapa, carota e barbabietola (ingrossamento radice primaria). 
Pneumatofori  - radici respiratorie, proprie di alcune specie che vivono in ambienti acquitrinosi. Presentano un geotropismo negativo (crescono verso l'alto), un parenchima aerifero e delle lenticelle. Ad esempio il cipresso calvo produce gli pneumatofori.
Formazioni a mangrovie  - radici tipiche di piante che vivono in ambienti paludosi, che si estendono in modo da sollevare la pianta dall'acqua.
Austori - sono tipici di piante epiparassite (es. Cuscuta, vischio). Si inseriscono nel floema della pianta parassitata.
Radici contrattili - servono per l'interramento della base del fusto (es. piante con bulbo). Hanno un parenchima corticale in cui avvengono cambiamenti dello stato di turgore.

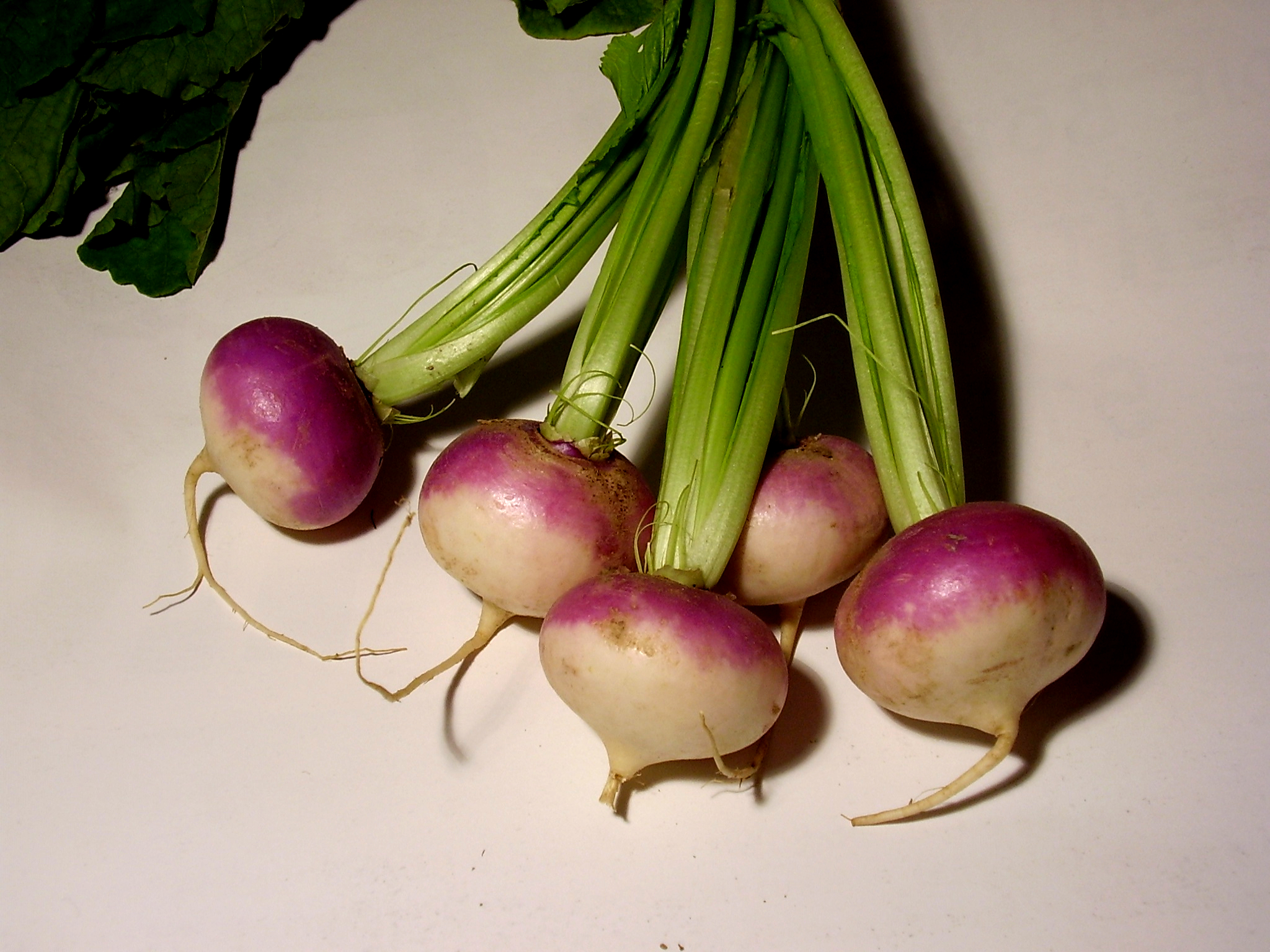
Radice tuberizzata di Brassica rapa.
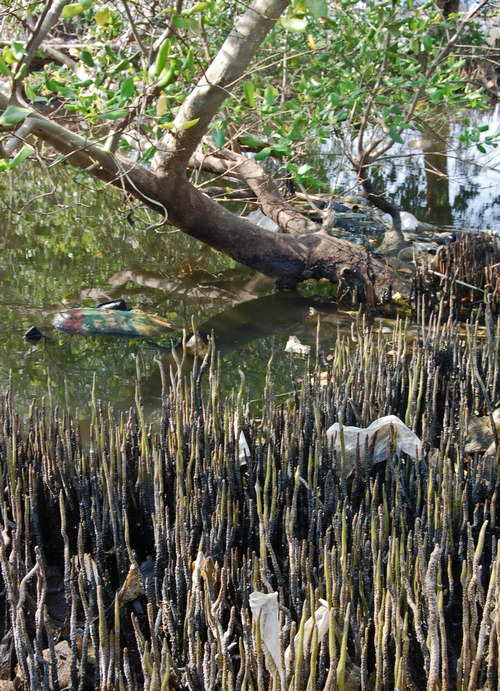
Radici aeree di Avicennia marina.

## Teorie sulla formazione della radice
Per spiegare la formazione della radice sono state proposte due teorie:
- nel 1868 nacque la teoria di Hanstein (o teoria degli istogeni) secondo la quale tutto il complesso dell'apice si origina da una o poche cellule iniziali che si dividono asimmetricamente dando origine a due cellule. Una di queste rimane cellula iniziale, l'altra va a far parte del complesso meristematico che la circonda. Le iniziali più le dirette derivate prendono il nome di promeristema.

Si possono individuare tre sistemi meristematici chiamati istogeni (generatori di tessuti) che sono già determinati, ovvero già si sa a quale regione anatomica daranno origine: il dermatogeno (origina il rizoderma), il periblema (origina il cilindro corticale della radice) e il pleroma (origina la porzione più interna). La cuffia a volte si origina da un istogeno proprio, il caliprogeno, altre volte dal dermatogeno che in questo caso si chiamerà dermacaliprogeno.

Per il fusto ci sono altri termini istogeni che possono andar bene anche per la radice, in quanto non si riferiscono a regioni anatomiche ma a tessuti: il protoderma (per l'epidermide), il meristema fondamentale (per il parenchima) e il procambio (per il cambio vascolare).
Nelle monocotiledoni ci sono tre gruppi iniziali, quello esterno dà origine alla cuffia, quello intermedio al cilindro corticale e all'epidermide e quello interno al cilindro centrale. 
Nelle gimnosperme, invece, c'è un solo gruppo iniziale.
- nel 1950 prese forma la teoria del centro quiescente secondo la quale nella zona distale (dove si pensava fossero molto frequenti le divisioni mitotiche, ma da osservazioni risultano essere molto rare), esiste un centro quiescente bordato dalle cellule iniziali e dalle dirette derivate in due regioni: il meristema distale (dalla parte della cuffia) e quello prossimale (dalla parte dell'organo). Il centro quiescente servirebbe come riserva di iniziali nel caso quelle attive si guastassero e a fornire una geometria per distribuire le cellule in formazione.

Questa teoria non annulla quella precedente, ma semplicemente distribuisce gli istogeni in maniera differente. Questa zona è stata evidenziata con una tecnica autoradiografica: nel centro quiescente non avvenivano mitosi.

## Struttura
Nella radice, in analogia con le zone di crescita del fusto, sono presenti le seguenti zone di crescita:
- Apice radicale (zona meristematica)
- Zona di distensione
- Zona pilifera
- Zona di struttura primaria
- Zona di struttura secondaria

Le zone meristematica e di distensione corrispondono alla zona di crescita in lunghezza.

### Apice radicale

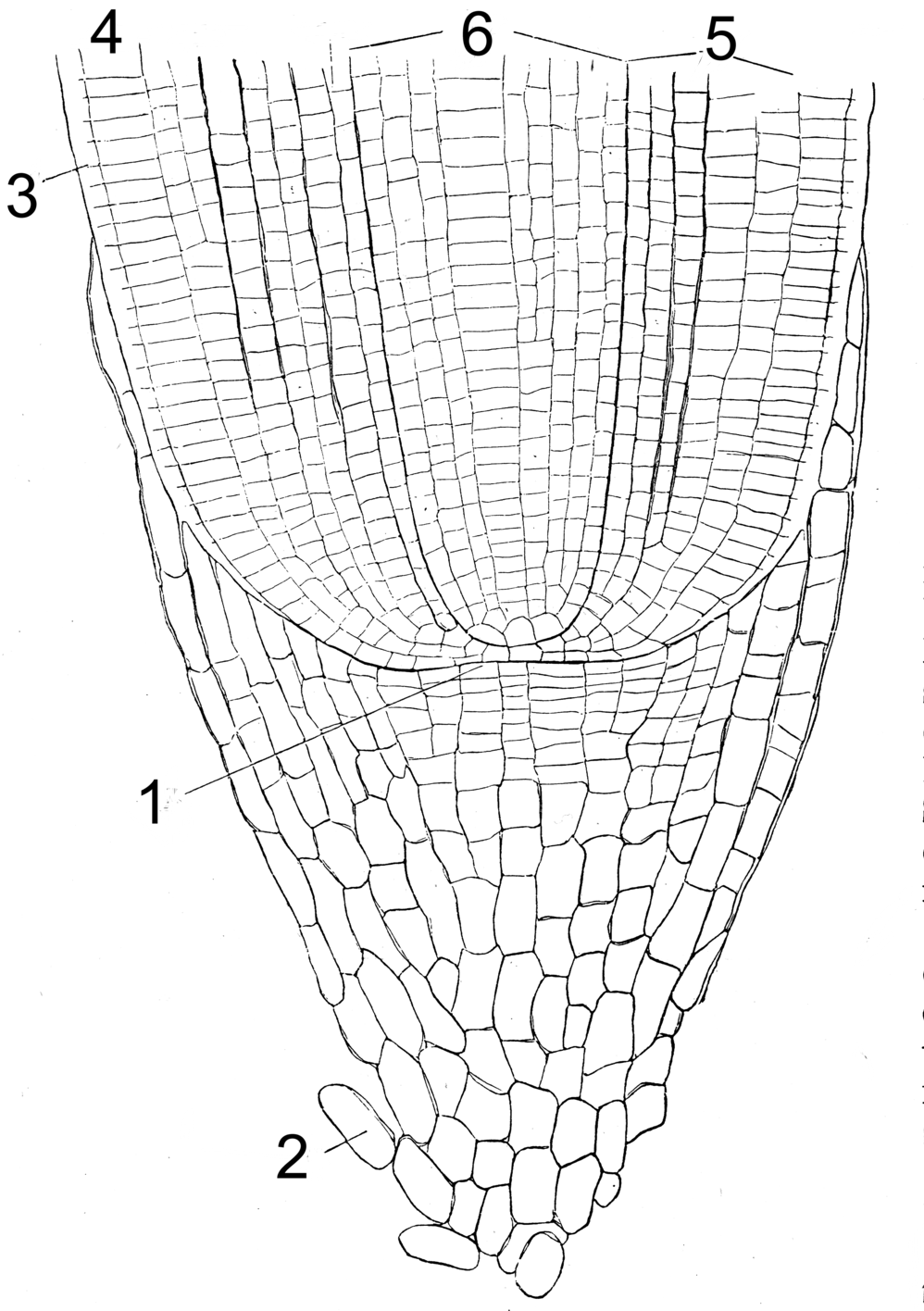
1 meristema, 2 cuffia, 3 rizoderma, 4 dermatogeno, 5 periblema, 6 pleroma.

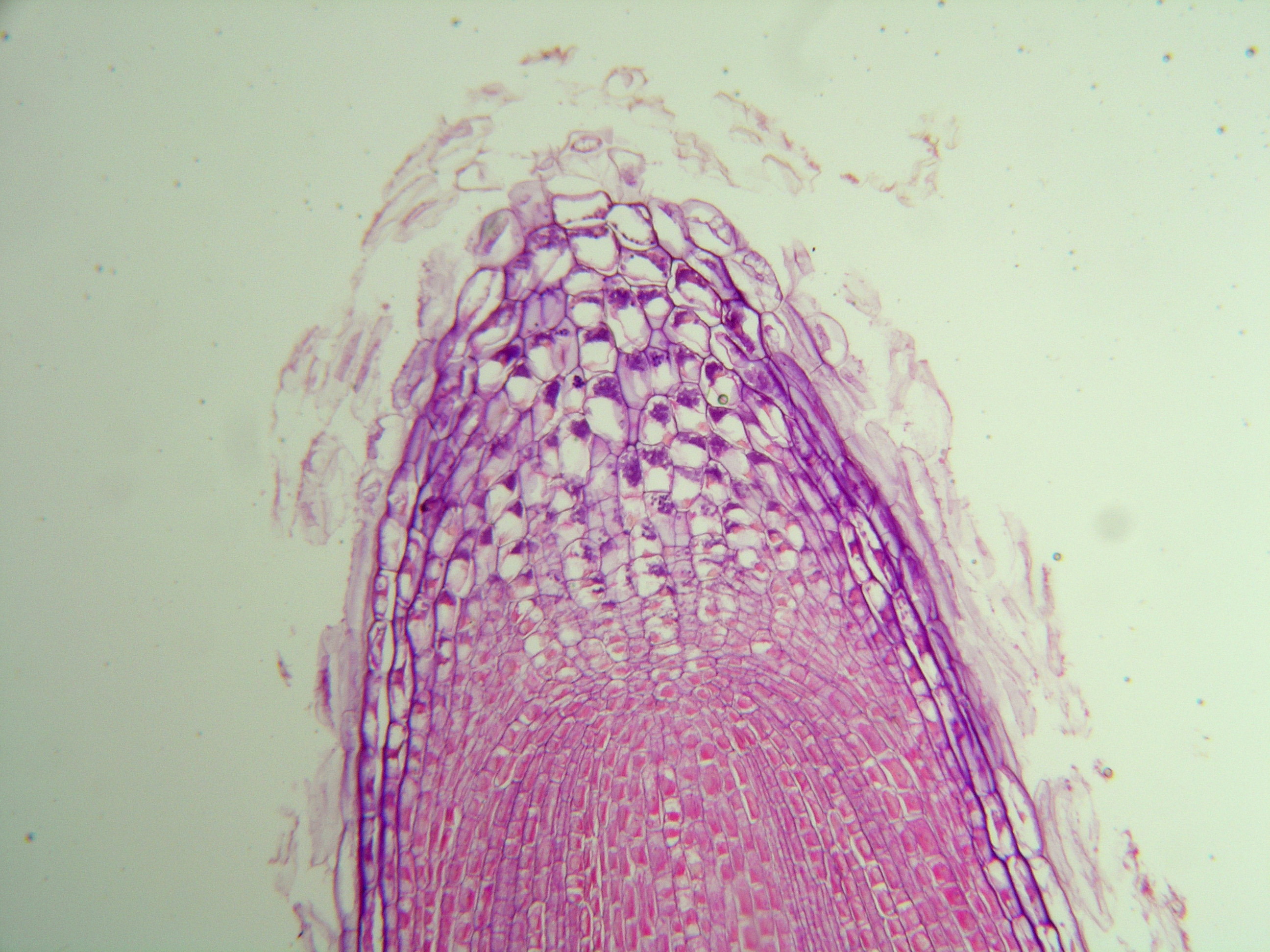
Immagine al microscopio ottico a 100 ingrandimenti di un apice radicale. Si notano la cuffia e gli statoliti.

L'apice della radice deve avere delle strutture di protezione per non essere leso durante la penetrazione nel terreno. Tale protezione è fornita da una struttura presente solo in questo organo, detta caliptra o cuffia, messa come un cappuccio. 
Le cellule meristematiche dell'apice radicale producono sia i tessuti della radice, sia la caliptra.
Nelle Gimnosperme e nelle Angiosperme più primitive la cuffia ha origine dal dermatogeno, mentre nelle Angiosperme più evolute si riconosce un gruppo di iniziali specifico detto caliptrogeno.
Proprio la presenza della cuffia e l'assenza dei primordi differenziano l'apice radicale dall'apice del fusto; il primo è molto più semplice e lineare. Nella cuffia sono presenti due popolazioni di cellule, una centrale che appartiene alla zona della columella e altre laterali con le cellule delle fiancate. 
Le cellule della columella sono grosse, cubiche, con grosso nucleo, molto citoplasma e grossi granuli di amido. La columella è, nella cuffia, il sito della percezione gravitropica grazie alla presenza di cellule della columella che sono degli statociti.
Essi contengono particolari amiloplasti (detti statoliti) grazie ai quali vengono percepite variazioni nella posizione che innescano reazioni di crescita che mantengono l'apice in posizione verticale (geotropismo positivo).
Le cellule delle fiancate hanno aspetto nastriforme, compresse tangenzialmente, hanno pareti ricche di mucillagini che a contatto con il terreno si sfaldano formando una massa mucillaginosa (mucigel) che svolge azione lubrificante facilitando la penetrazione della radice nel terreno. Queste cellule si rinnovano, altre si riformano dai meristemi apicali e la dimensione della caliptra rimane costante. 
La cuffia è presente anche nelle piante acquatiche nelle quali non funge da lubrificante, ma da protezione.
Nelle Pteridofite l'apice radicale è costituito da una sola cellula, che con le sue divisioni successive produce tutti i tessuti dell'organo.
Nelle Spermatofite (Gimnosperme e Angiosperme), la situazione più evoluta presenta un apice pluricellulare con alcuni gruppi di cellule iniziali:
- esternamente: le cellule iniziali dette Dermatogeno originano l'epidermide radicale
- in posizione mediana: il Periblema origina la corteccia primaria
- più internamente: il Pleroma formerà il cilindro centrale.

Nelle Angiosperme più evolute, ed in particolare nelle Monocotiledoni, è presente una zona caratterizzata da un ciclo cellulare molto lento definita centro quiescente. Questa zona è formata da cellule poco soggette a mutazioni, costituisce cioè una riserva cellulare per il meristema. In Arabidopsis thaliana il centro quiescente ha un ruolo nel mantenere indifferenziate le cellule iniziali del meristema.

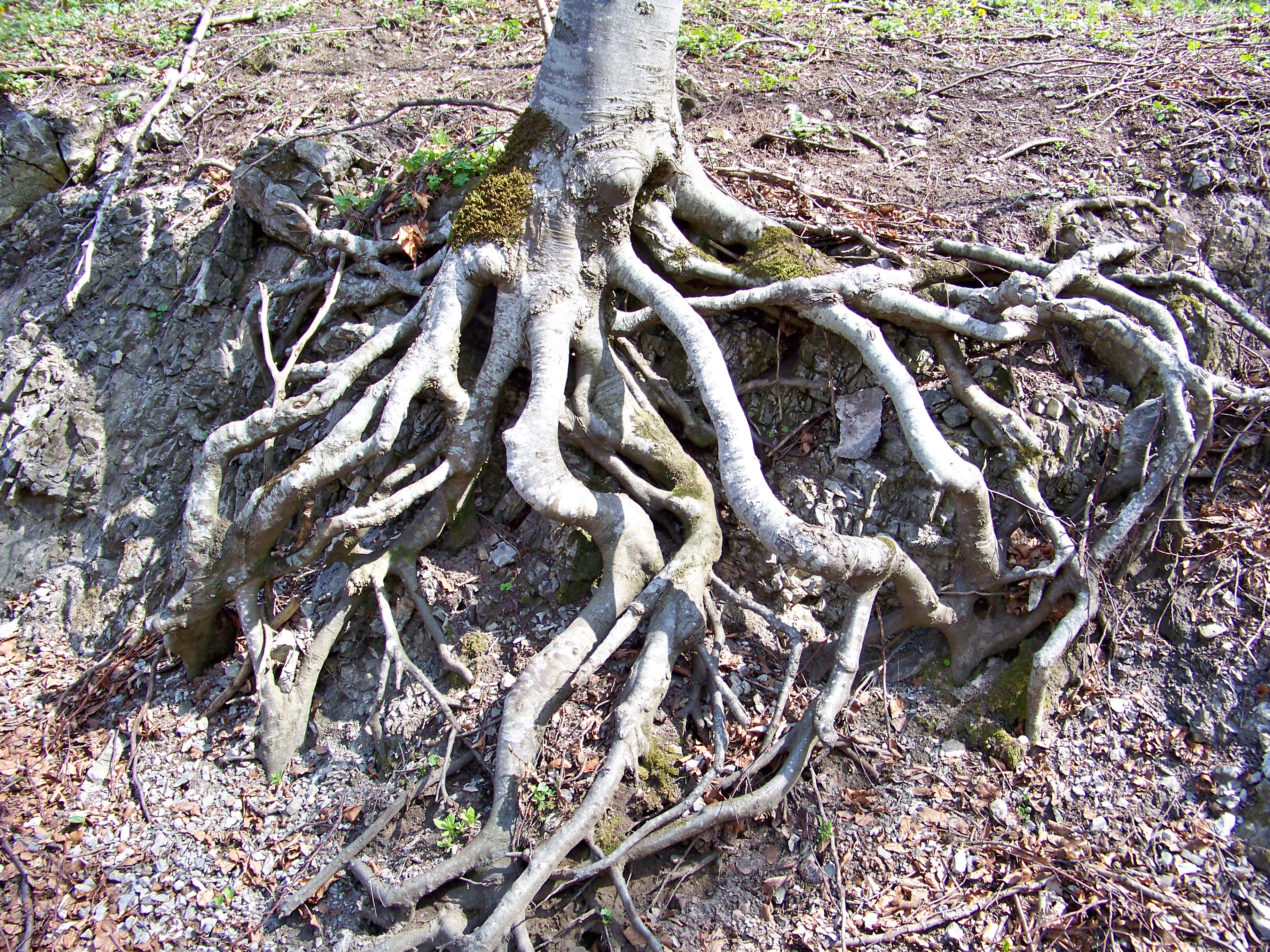
Radice.

### Zona di distensione e differenziazione
Questa zona, insieme alla zona meristematica, corrisponde alla zona in cui la radice mostra la crescita in lunghezza. La zona di distensione nella radice è più breve che nel fusto.
Nella zona di differenziazione le cellule possono ancora distendersi, ma iniziano già fenomeni di differenziazione a partire dal pleroma (ad es. si formano i primi vasi del protoxilema). La zona liscia della parete è la zona di allungamento per distensione; è liscia perché non sono presenti peli radicali. Le cellule di questa zona si originano da meristemi determinati, il procambio, il protoderma e il meristema fondamentale.

### Zona di struttura primaria
Con il passaggio alla struttura primaria si formano peli radicali a partire da cellule dell'epidermide radicale dette tricoblasti, che formano un'estroflessione in cui penetra il nucleo. 
I peli si sviluppano man mano che si producono nuove parti di radice a partire dall'apice. Hanno durata limitata, e vengono sostituiti da nuovi peli prodotti nella zona più giovane della radice. 
La loro caduta corrisponde alla degenerazione dell'epidermide radicale, che viene sostituita dall'esoderma, cioè lo strato più esterno del parenchima corticale che suberifica alla caduta dell'epidermide radicale, assumendo funzione di protezione.
Nella zona pilifera le cellule sono ormai completamente differenziate; sono tessuti adulti di origine primaria.
Il rizoderma o epidermide radicale è un tessuto formato da cellule prive di spazi intercellulari e senza cuticole; mancano gli stomi, sono presenti i peli radicali.
Il cilindro corticale è molto sviluppato rispetto al centrale e appare piuttosto omogeneo in quanto formato in prevalenza da parenchima di riserva. Vi si possono trovare strutture secernenti, a volte canali secretori.

Il cilindro centrale è rigido perché ci sono elementi di conduzione.
Il limite fra cilindro corticale e cilindro centrale è costituito dall'endoderma, strato di cellule con pareti radiali e trasversali rese impermeabili da suberina o lignina. Qui si nota la banda di Caspary, cioè l'anello di cellule ispessite; in corrispondenza della banda il plasmalemma delle cellule è particolarmente aderente alla parete. La funzione dell'endoderma è quella di obbligare il passaggio di acqua e soluti attraverso il plasmalemma e il citoplasma prima di raggiungere le parti più profonde (parziale selezione).
Il primo strato del cilindro centrale è detto periciclo, che è un parenchima, ma dal punto di vista funzionale può essere considerato un meristema in quanto da esso si forma in parte il cambio per l'accrescimento secondario della radice. È inoltre la sede della formazione delle radici secondarie che hanno quindi origine endogena, a differenza dei rami che derivano dalle gemme ascellari prodotte dalla tunica, con origine dunque esogena.
All'interno del periciclo troviamo del parenchima in cui sono disposti i fasci cribro-vascolari di tipo alterno formati da arche o fasci legnosi alternati ad arche o fasci cribrosi. Le arche legnose si dispongono come i bracci di una stella e la loro disposizione ha dato il nome a questo tipo di stele: actinostele.
I fasci di legno e cribro sono disposti alternativamente in un anello. Il numero di arche può variare, generalmente nelle gimnosperme e dicotiledoni è basso (2-7), al contrario è alto nelle monocotiledoni dove si parla di radice poliarca. Il numero di arche è diagnostico per la determinazione di una specie. Le arche di legno hanno dimensioni variabili a seconda dell'altezza. I primi (protoxilema) sono disposti esternamente, i nuovi (metaxilema) si dispongono in seguito sempre più internamente.
Nelle dicotiledoni il differenziamento delle arche può procedere fino al centro della radice formando una struttura stellata. 
Nelle monocotiledoni le arche di legno non confluiscono mai al centro, dove rimane sempre del parenchima che costituisce il midollo centrale (altro carattere diagnostico).

### Zona di struttura secondaria
Anche nella radice il passaggio a struttura secondaria avviene a carico di cambio cribro-vascolare e fellogeno. Il cambio cribro vascolare si forma in parte sotto il periciclo in corrispondenza delle arche legnose, e in parte da cellule parenchimatiche che si trovano fra le arche legnose e quelle liberiane. Da questa induzione si viene a formare un cambio di forma sinusoidale che presto si circolarizza producendo solamente legno all'interno, prima di cominciare l'attività dipleurica. In seguito l'attività del cambio schiaccia gli strati di xilema primario col nuovo xilema secondario, mentre esternamente il floema di origine primaria viene ricacciato verso il periciclo.
Solitamente, dopo l'inizio della produzione di floema secondario, il periciclo comincia a proliferare, formando vari strati di cellule: lo strato più esterno si dedifferenzia formando il cambio subero-fellodermico, il quale produce sughero verso l'esterno (periderma) e felloderma verso l'interno. Alcune regioni del periderma sono costituite da lenticelle, aree spugnose di cellule suberificate con molti spazi intercellulari.
In questo modo il rizoderma dopo la caduta dei peli radicali viene sostituito inizialmente dall'esoderma.
Successivamente l'esoderma viene sostituito dal periderma di origine fellogena.

## Formazione delle radici secondarie
Nella zona di struttura primaria si formano anche le radici secondarie, che contribuiscono ad aumentare la massa dell'apparato radicale accrescendo la capacità di ancoraggio e quella di assorbimento.
Una radice laterale si forma a seguito della proliferazione di un gruppo di cellule del periciclo, in linea di massima poste di fronte ad un'arca legnosa. Esse si dividono periclinalmente generalmente tre volte, di modo da costituire i tre meristemi primari dell'apice. L'abbozzo poi, con divisioni anticlinali, si allunga ed inizia ad organizzarsi secondo lo stesso schema della radice primaria. L'accrescimento determina la rottura dell'endoderma, la perforazione del parenchima corticale e dell'epidermide per fuoriuscire all'esterno. Si dice che, a differenza delle appendici del fusto, le radici secondarie abbiano un'origine endogena.
Rispetto agli altri organi la radice ha avuto un'evoluzione più lenta poiché il terreno è meno soggetto alle variazioni ambientali; questo spiega la relativa omogeneità delle radici nelle varie piante.
Nonostante l'omogeneità di struttura tra le radici delle piante, si può verosimilmente ritenere che la radice sia un organo evolutivamente più recente rispetto alla parte aerea, costituita dal fusto e dalle sue appendici (rami e foglie). Essa quindi potrebbe essersi formata come specializzazione del fusto, per assicurare la funzione fulcrante, cioè lo stabile ancoraggio della pianta al suolo, forse prima ancora che una funzione legata all'assorbimento dell'acqua e dei sali (che, vale la pena ricordare, è limitata solo al breve tratto della zona pilifera).
Resta comunque valido il discorso legato ad una sorta di "primitività" di organizzazione rispetto al fusto in quanto alla struttura. I fusti più primitivi presentano gli elementi conduttori dei fasci cribro-vascolari nella zona centrale. Anche nelle radici gli elementi conduttori restano nella parte centrale, benché xilema e floema si alternino in una struttura radiale. Viceversa, i fusti si evolvono spostando gli elementi conduttori (e quelli di sostegno che li accompagnano) verso la periferia, venendo incontro a due esigenze: la prima di ordine anatomico, perché si deve favorire il collegamento con le foglie, che sono appendici esogene; la seconda è di ordine strutturale, cioè di rinforzo, poiché, come per gli edifici, è più efficace un sostegno posto alla periferia che al centro.